# L'Esprit public

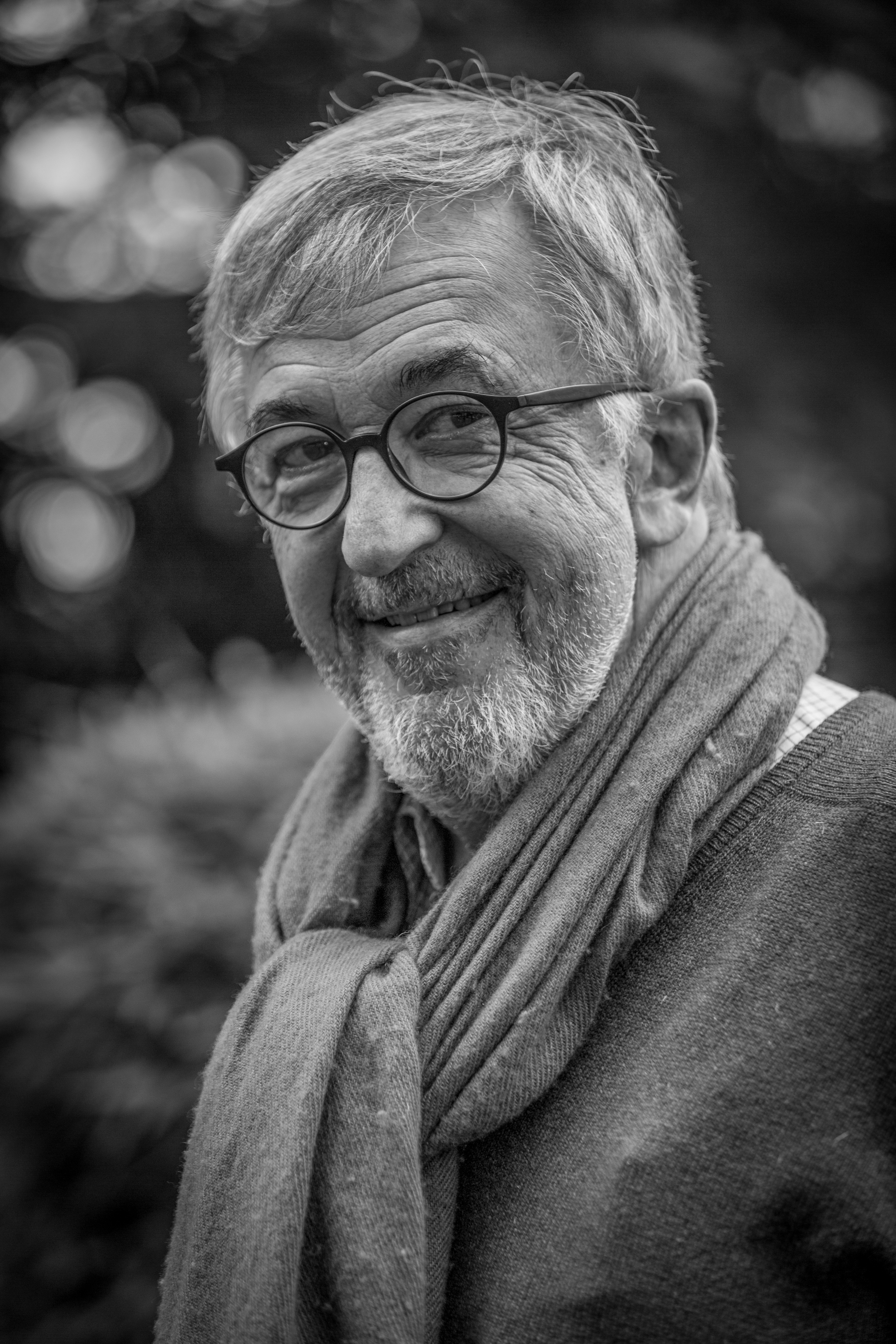
Philippe Meyer, apresentador do programa
(foto de 2015)

L'Esprit public é um programa de rádio transmitido no domingo às 11h pela France Culture desde 1998. Continua hoje na sua forma original em podcast sob o título Le Nouvel Esprit public  .

## Princípio
O programa foi apresentado por Philippe Meyer de setembro de 1998 a agosto de 2017 e por Émilie Aubry desde setembro de 2016.
Após uma introdução, três ou quatro analistas debatem entre dois e três temas da atualidade francesa e internacional. Estes são escolhidos entre intelectuais responsáveis de laboratórios de ideias, jornalistas, escritores, personalidades políticas, filósofos, economistas, hostoriadores, diplomatas, doutores entre outros. À semelhança do apresentador do programa, os intervenientes são frequentemente polivalentes. Mais que un debate, trata-se de uma conversa onde os participantes exprimem as suas análises procurando abordar os acontecimentos em perspetiva.